# Kevin Grant (Eishockeyspieler)
Kevin Grant (* 9. Januar 1969 in Toronto, Ontario) ist ein ehemaliger kanadischer Eishockeyspieler, der in der DEL für die Starbulls Rosenheim, die Nürnberg Ice Tigers, die Adler Mannheim und die Hannover Scorpions spielte.

## Karriere
Kevin Grant begann seine Karriere bei den Kitchener Rangers und den Sudbury Wolves in der kanadischen Juniorenliga OHL, bevor er beim NHL Entry Draft 1987 als 40. in der zweiten Runde von den Calgary Flames ausgewählt (gedraftet) wurde. 
Allerdings absolvierte Grant niemals ein NHL-Spiel für die Flames und wurde nur bei deren Farmteam, den Salt Lake Golden Eagles in der International Hockey League eingesetzt. Auch seine weitere Zeit in Nordamerika verbrachte Grant bei tiefklassigeren Mannschaften und absolvierte keinen einzigen NHL-Einsatz, sodass er zur Saison 1997/98 nach Deutschland zu den Starbulls Rosenheim wechselte.
Über die Nürnberg Ice Tigers gelangte der Kanadier 2000 zum Deutschen Meister aus Mannheim, die er nach einem Jahr in Richtung Hannover Scorpions verließ. Für die Scorpions stand Grant zwei Spielzeiten lang auf dem Eis und kehrte dann nach Nordamerika zurück, wo er bis 2004 für die San Diego Gulls in der West Coast Hockey League und der ECHL spielte. In den WCHL-Playoffs 2002/03 wurde Kevin Grant mit zwölf Assists zum besten Vorlagengeber der Finalrunde ausgezeichnet.

## Karrierestatistik
(Legende zur Spielerstatistik: Sp oder GP = absolvierte Spiele; T oder G = erzielte Tore; V oder A = erzielte Assists; Pkt oder Pts = erzielte Scorerpunkte; SM oder PIM = erhaltene Strafminuten; +/− = Plus/Minus-Bilanz; PP = erzielte Überzahltore; SH = erzielte Unterzahltore; GW = erzielte Siegtore; 1 Play-downs/Relegation; Kursiv: Statistik nicht vollständig)